# Matriz booleana
Una matriz booleana es una matriz de números cuyas componentes o entradas son exclusivamente ceros o unos. Las matrices booleanas son útiles porque pueden representar objetos abstractos como relaciones binarias o grafos.
Una matriz booleana general de nxm elementos tiene la forma: 

{\displaystyle A={\begin{pmatrix}a_{11}&a_{12}&a_{13}&.&.&.&a_{1m}\\a_{21}&a_{22}&a_{23}&.&.&.&a_{2m}\\a_{31}&a_{32}&a_{33}&.&.&.&a_{3m}\\.&.&.&.&.&.&.\\.&.&.&.&.&.&.\\.&.&.&.&.&.&.\\a_{n1}&a_{n2}&a_{n3}&.&.&.&a_{nm}\\\end{pmatrix}}}

Donde aij = 0 o aij = 1.

## Ejemplos
Ejemplos de matrices booleanas son las siguientes:
{\displaystyle {\begin{bmatrix}1&0\\1&0\\0&0\end{bmatrix}}\quad {\begin{bmatrix}0&1&0\\1&0&0\\0&0&1\end{bmatrix}}}

## Operaciones con matrices booleanas
Las operaciones que se pueden realizar entre matrices booleanas son tres: unión, conjunción y producto booleano. Sin embargo, estas operaciones no pueden realizarse sobre dos matrices cualesquiera, sino que deben cumplir ciertos criterios para poder llevarse a cabo.
En particular, en el caso de la unión y la conjunción, las matrices que intervienen en la operación deben tener el mismo tamaño, y en el caso del producto booleano, las matrices deben cumplir con las mismas condiciones que para formar el producto de matrices.

### Unión / Disyunción
Sean A, B y C matrices booleanas de nxm elementos. Se define  {\displaystyle A\vee B=C} la unión de A y B, por:

{\displaystyle C[i,j]={\begin{cases}1,&{\mbox{si }}A[i,j]=1\ {o\ }B[i,j]=1\\0,&{\mbox{si }}A[i,j]=B[i,j]=0\end{cases}}}

### Intersección / Conjunción
Sean A, B y C matrices booleanas de nxm elementos. Se define  {\displaystyle A\land B=C} la intersección de A y B, por:

{\displaystyle C[i,j]={\begin{cases}1,&{\mbox{si }}A[i,j]=B[i,j]=1\\0,&{\mbox{si }}A[i,j]=0\ {o\ }B[i,j]=0\end{cases}}}

### Otras operaciones matriciales
La traspuesta de una matriz booleana es también otra matriz booleana; pero las operaciones con matrices booleanas no siempre producen matrices booleanas. Un ejemplo de operación que no es interna para las matrices booleanas es la suma:

{\displaystyle {\begin{bmatrix}1&0\\0&1\end{bmatrix}}+{\begin{bmatrix}0&1\\0&1\end{bmatrix}}={\begin{bmatrix}1&1\\0&2\end{bmatrix}}}

Sin embargo, si se consideran las operaciones no sobre números reales sino sobre elementos del cuerpo de característica 2 {\displaystyle \scriptstyle \mathbb {Z} _{2}\ =\ \{{\bar {0}},{\bar {1}}\}} queda garantizado que cualquier operación entre matrices booleana es boolena. Para el ejemplo anterior se tiene:

{\displaystyle {\begin{bmatrix}{\bar {1}}&{\bar {0}}\\{\bar {0}}&{\bar {1}}\end{bmatrix}}+{\begin{bmatrix}{\bar {0}}&{\bar {1}}\\{\bar {0}}&{\bar {1}}\end{bmatrix}}={\begin{bmatrix}{\bar {1}}&{\bar {1}}\\{\bar {0}}&{\bar {0}}\end{bmatrix}}}

## Matriz booleana asociada a una relación
Dada relación binaria {\displaystyle {\mathcal {R}}} sobre un conjunto de n elementos {\displaystyle \{a_{1},\dots ,a_{n}\}}, para calcular la clausuara simétrica conviene representar la relación  como matriz booleana definida mediante:

{\displaystyle B_{\mathcal {R}}=[b_{ij}]\quad \land \quad b_{ij}={\begin{cases}1&{\mbox{si}}\ a_{i}{\mathcal {R}}a_{j}\\0&{\mbox{si}}\ \lnot a_{i}{\mathcal {R}}a_{j}\end{cases}}}

Diagrama de un grafo con 6 vértices y 7 aristas.

El grafo no dirigido de la figura adjunta puede entenderse como una relación binaria. Dos elementos están relacionados si existe una línea que los una directamente. La matriz asociada a la relación binaria de conexión directa se llama matriz de incidencia, que es una matriz booleana que viene dada por:

{\displaystyle {\begin{bmatrix}0&1&0&0&1&0\\1&0&1&0&1&0\\0&1&0&1&0&0\\0&0&1&0&1&1\\1&1&0&1&0&0\\0&0&0&1&0&0\end{bmatrix}}}

El elemento ij de la anterior matriz es 1 si existe una línea que una directamente los círculos i y j y 0 en caso contrario.
- Datos: Q1994977
- Multimedia: Binary matrix / Q1994977